# Rodna, Bistrița-Năsăud
Rodna (mai demult Rodna Veche, Rogna Veche, Rocna; în dialectul săsesc Rodne, Rudne; în germană Alt-Roden, Altrodenau, Roden, Rodnen, Rodenau, în trad. "Lunca Tăiată"; în maghiară Radnabánya, Radna, Rodna, Óradna în trad. "Rodna Veche") este satul de reședință al comunei cu același nume din județul Bistrița-Năsăud, Transilvania, România.

## Etimologie
Localitatea apare sub diferite denumiri: astfel, la Bofinius și în scrisoarea Papei Urban IV apare sub numele de Rudana, la Koleseri în „Aurora romana dacica"-Rudna, apoi sub numele de Rodana, iar din sec. XVI încoace, apare sub numele de Rodna în toate documentele publice.
Pe vremea magistratului din Bistrița s-a făcut încercarea de a se atribui târgului Rodna origine germană, derivându-i denumirea din nemțescul „Roden" la care s-a adăugat particula „au", scriindu-se Rodnau. Contrar acestui fapt toate documentele arată că germanii au fost colonizați la Rodna ,,înainte de anul 1241, dar au stat foarte puțin în aceste locuri. în urma cercetărilor făcute s-a ajuns la concluzia că etimologic numele localității Rodna derivă din vechiul termen slav „Rudna", derivat și acesta din „Ruda", care înseamnă "loc unde este minereu și fier".
Despre existența cetății Rodna încă din perioada de început a evului mediu ne vorbesc documentele și urmele arheologice. Sunt semnalate, astfel, năvălirile tătarilor din 1241, 1285 și 1717, precum și o catastrofală rupere de nori, evenimente tragice ce au dus la decăderea vieții sociale și a activităților miniere în cetatea caracterizată de canonicul Rogerius ca un "oraș bogat al Teutonilor, unde erau minele de argint ale regelui și în care locuia o mulțime nenumărată de oameni"( I. Marțian, 1924, pag. 15.)

## Teritoriu
Teritoriul administrativ al UAT Rodna este de 13915.46 ha, din care suprafață agricolă 7014.04 ha împărțită astfel: intravilan 274.22 ha și 6739.82 ha în extravilan. 
În funcție de categoria de folosință a terenurilor agricole avem următoare situatie: teren arabil 300,12 ha, pășuni naturale 5193,52 ha, fânețe naturale 2101,18 ha, livezi de pomi fructiferi 22,43 ha, grădini familiale 0,21 ha, terenuri degradate neproductive 162,44 ha, păduri și alte terenuri cu vegetație forestieră 1809 ha. 

## Demografie
- La recensământul din 1850 în satul Rodna trăiau de 2.172 de persoane, dintre care 1.431 români, 316 maghiari, 271 germani și 96 de țigani.
- La recensământul din 1910 populația satului era de 4674 locuitori, dintre care: 2910 români (greco-catolici, aproape în întregime), 1485 maghiari (reformați și romano-catolici), 245 evrei și 34 germani (luterani).
- La recensământul din 2002 populația satului era de 6078 locuitori, dintre care: 5500 români, 481 maghiari, 88 țigani, 6 germani, 3 altă etnie. Din punct de vedere confesional erau: 4636 ortodocși, 914 romano-catolici, 281 penticostali, 92 greco-catolici, 67 baptiști, 46 adventiști și 42 Reformați.

Componența etnică a satului Rodna(2002)
     Români (90,49%)
     Maghiari (7,91%)
     Romi (1,44%)
     Germani (0,09%)
     Alții (0,04%)
Componența etnică a satului Rodna(1910)
     Români (62,25%)
     Maghiari (31,78%)
     Evrei (5,24%)
     Germani (0,72%)
Componența confesională a satului Rodna (2002)
     Ortodocși (76,27%)
     Romano-catolici (15,03%)
     Penticostali (4,62%)
     Greco-catolici (1,51%)
     Baptiști (1,1%)
     Adventiști de ziua a șaptea (0,75%)
     Reformați (0,69%)

## Personalități
În ordine alfabetică:
- Ádám Bodor (n. 1926), scriitor maghiar
- Alexandru Cârdan (1874 - 1920), deputat în Marea Adunare Națională de la Alba Iulia 1918
- Márton Debreczeni (1802-1851), scriitor, inventator; a scris la Rodna epopeea „Kióvi csata”
- Leonida Domide (1882 - 1950), deputat în Marea Adunare Națională de la Alba Iulia 1918
- Gherasim Domide (1856 – 1909), scris uneori Gerasim Domide, a fost protopop greco-catolic al Bistriței, memorandist.
- Sandu Frunză (n. 1966), filosof, șef al departamentului de filosofie sistematică al Universității Babeș-Bolyai
- Mircea Haupt (1899 - 1981), general român
- Florian Porcius (1816-1906), botanist
- Victor Sângeorzan (1882 - 1951), deputat în Marea Adunare Națională de la Alba Iulia 1918
- Iosif Tăpalagă (1898 - ?), deputat în Marea Adunare Națională de la Alba Iulia 1918
- Francisc Zavoda (1927-2011), fotbalist
- Vasile Zavoda (1929-2014), fotbalist

## Obiective turistice
1. Ruinele Bazilicii dominicane din secolul al XIII-lea
Cetatea Rodnei a fost construită în secolul al XIII - lea, pentru a face parte din sistemul defensiv din nord-estul Transilvaniei și pentru a opri invaziile din acele vremuri ale tătarilor precum și pentru a sta în calea intervențiilor militare dinspre Moldova. Din măreția vechii cetăți astăzi nu a mai rămas decât o parte din ziduri. În perimetrul cetății se păstrează și ruinele unei vechi mănăstiri dominicane. Conform Ordinul ministrului culturii nr. 2.828/2015 Apare inclusă pe lista monumentelor istorice din județul Bistrița-Năsăud la categoria A, Monumente de interes național, monumente de arhitectură Ruinele Bisericii medievale având numărul 689-BN-II-m-A-01688.03(www.patrimoniu.gov.ro)
2. Biserica veche românească (construită in 1825)
Biserica este ridicată pe locul fostei bisericuțe si capele evanghelice disponibilizate după plecarea grupului de sași. Lucrările au fost finalizate in anul 1825 când noul edificiu greco-catolic este sfințit cu hramul Sfântul Gheorghe, preot paroh fiind Gherasim Porcius. Este o construcție de tip sală cu altar poligonal și ziduri prevăzute cu contraforturi din piatră, având dimensiunile: lungime 20 metri, lățime 14 metri și înălțime de 9 metri. In anul 1859 a avut loc consolidarea zidurilor si o mărire a incintei…. Conform Ordinul ministrului culturii nr. 2.828/2015 apare inclusă pe lista monumentelor istorice din județul Bistrița-Năsăud la categoria A, Monumente de interes național, monumente de arhitectură Biserica greco-catolică Sfântul Mare Mucenic Gheorghe având numărul 687-BN-II-m-A-01688.01(www.patrimoniu.gov.ro) 
3. Turul-clopotniță din lemn din curtea bisericii datând din perioada anului 1859
Conform Ordinul ministrului culturii nr. 2.828/2015 apare pe lista monumentelor istorice din județul Bistrița-Năsăud la categoria A, Monumente de interes național, monumente de arhitectură Turn clopotniță având numărul 688- BN-II-m-A-01688.02 (www.patrimoniu.gov.ro)
4. Biserica nouă românească cu hramul Adormirea Maicii Domnului 
Construcția noii biserici românești din comuna Rodna, în stil arhitectonic bizantin, greco-catolică până în 1948, când a fost luată ulterior de Biserica Ortodoxă Română, a durat aproape 30 ani, între anii 1936, până în anul 1965, când s-au adus unele elemente noi edificiului. Are o suprafață de 550 mp, o înălțime de 50 m și o lungime de 60 m. În anul 1937, Victor Smighelschi, arhitect din București, a făcut lucrările de proiectare, iar în anul 1938 Rudolf Adlef, arhitect din Bistrița, începe efectiv construirea bisericii. Pictura și icoanele de pe iconostasul din interiorul bisericii sunt executate în tehnica fresco, de către pictorii Cornel Cenan, Vasile Morariu și Eugenia Munteanu. Sculptura iconostasului din lemn de tei a fost executată de meșterul Aurel Meșcheșan. Interiorul bisericii cuprinde și obiecte de mare valoare și însemnătate religioasă: un chivot din argint confecționat la atelierele Patriarhiei Române din București, un vechi epitaf (greco-catolic) realizat de pictorul Andrei Smighelschi din București și un potir vechi din argint.
5. Biserica romano-catolică cu hramul Sfânta Treime 
Situată în partea estică a centrului localității Rodna este cea dea patra construcție dea lungul timpului. Prima biserică era construită din lemn în anul 1771, fiind devastată de un incendiu în anul 1808. În anul 1820 s-a construit un alt locaș de cult din piatră și în 1824 a fost sfințită cu hramul Sfânta treime. În anul 1909 s-a înălțat turnul bisericii cu încă 4 metri iar în anul 1912 s-a montat ceasul din turnul bisericii care arată trecerea timpului în toate cele 4 direcții putându-se observa de la mare distanță. 
Pe parcursul anilor s-au făcut numeroase modificări, renovări interioare și exterioare. Turnul bisericii cuprinde 4 clopote unul mare de 788 kg, doua de dimensiuni mai mici 368 kg respectiv 237 kg si unul mai mic de 86 kg. Trei dintre aceste clopote au fost demontate în anul 1916. În 1970 s-a comandat încă un clopot mai mic cu ajutorul credincioșilor din Rodna, astfel biserica de astăzi are 2 clopote. Sticlele de la geamuri au fost înlocuite în 1912 cu vitralii, restaurate după aproape 100 de ani în anul 2006.
Înăuntrul bisericii se află obiecte de mare valoare și însemnătate religioasă dintre care enumerăm Statuia Sfântului Anton din Padova din anul 1906, sculptura reprezentând trupul Domnului Iisus pe cruce, comandată și adusă din Israel, de pe Pământul Sfânt, pictura care reprezinta Sfânta Treime provenind de la Școala de pictură din Munchen din anul 1824. 
Capodopera Bisericii o reprezintă Orga din balcon compusă din 24 de tuburi (fluiere), construită de meșteri aduși din Viena si Budapesta între anii 1972-1974. Construcția a fost suportată de contele episcop Zichy Dominic care si-a petrecut ultimii ani din viată pe aceste meleaguri. Orga nu a funcționat din anul 1918 când fost demontata și pana în 2007 când a fost restaurată nu s-a auzit glasul ei. (Bauer Ilona-Biserica Romano-catolica Sfanta Treime din Rodna-Revista Cetatea Rodnei-an VII, mai 2010, pag 28-29)
6. Mormântul botanistului rodnean Florian Porcius (1816-1906)
Botanistului rodnean Florian Porcius a decedat la data de 30 Mai 1906 și a fost înmormântat în cimitirul din Rodna. Academia romană a ridicat o frumoasă piatră comemorativă din marmură neagră la mormântul botanistului în semn de omagiu și recunoștință pentru toata munca adusă de-a lungul celor 90 de ani de viață.
7. Monumentul eroilor Primului Război Mondial (1942)
8. Monumentul din marmură ridicat în cinstea eroilor rodneni căzuți in primul război mondial și al doilea război mondial ridicat în 1996 având aplicate plăcile originale cu numele celor 131 eroi rodneni din primul război mondial, iar pe fața dinspre strada Principalǎ și Școala Generală sunt aplicate plăcile din marmură albă inscripționate cu numele celor 62 eroi locali căzuți in cel de-al II – lea război mondial.
9. Muzeul etnografic și mineritului Rodnean localizat în centrul comunei Rodna, la etajul I al Căminului cultural din localitate Rodna numărând peste 2500 exponate de o mare valoarea. Colecția muzeului este constituită din bunuri etnografice, eșantioane minerale, unelte folosite la minerit, piesele de mobilier care au aparținut academicianului Florian Porcius, portul popular din zonă, obiecte si meșteșuguri ale meșterilor din zonă, unelte agricole, vase de ceramica, colecție de monede si bancnote vechi,  Cele mai importante exponate sunt o ladă de zestre datând  din anul 1866, căputul negru purtat de soldații care au luat parte la bătălia de la Arcole din anul 1796 împotriva lui Napoleon Bonaparte, ciocanul din piatră șlefuită, neperforat datând din perioada neoliticului găsit in cimitirul local, etc….
10. Bustul din bronz al academicianului rodnean Florian Porcius
11. Bustul din bronz al memorandistului Pr. Gherasim Domide
Protopopul greco-catolic Gherasim Domide s-a născut în localitatea Rodna la 19 ianuarie 1856 din părinții Domide Grigore și Matroana si a decedat la 16 decembrie 1909 în Municipiul Bistrița la vârsta de 53 ani. A urmat școala primară la Rodna, continuând cu gimnaziul la Năsăud, fiind bursier al Fondurilor grănicerești. După luarea bacalaureatului este încorporat în armată deodată cu Pamfil Grapini (coleg de gimnaziu, viitorul vrednic preot din Rodna Nouă), în regimentul 63 din Bistrița. Va face parte din prima promoție de ofițeri români de rezervă din Granița Năsăudeană, după desființarea Regimentului Grăniceresc în 1851. Dorea să studieze dreptul la Universitatea din Cluj, dar posibilitățile materiale sărace ale părinților nu i-au permis și a urmat teologia pe care o absolvă în anul 1880. În toamna aceluiași an se căsătorește cu fata preotului din Monor, Paramon Salvan. 
În 12 februarie 1881 este numit preot capelan la Rodna. În 1883, după 3 ani de căsătorie, preoteasa Elisabeta Domide moare, lăsând în urmă 2 copii, pe Leonida și Elena.
La Rodna, ca tânăr preot, s-a îngrijit de repararea bisericii și a casei parohiale. A edificat o nouă școală confesională, îndemnând părinții să-și dea copiii la școala românească susținută de Biserică. Intră în lupta pentru drepturile românilor, va face parte din comitetul Partidului Național Român. Se împotrivește introducerii limbii maghiare în școli.
În 1892, la Sibiu, s-a adoptat textul “Memorandumului Transilvaniei”, din delegația căruia Gherasim Domide va face parte. Va organiza colecte pentru cheltuielile de plecare la Viena, va difuza Memorandumul tipărit în sute de exemplare. În aprilie 1893, memorandiștii sunt trimiși în judecată. Între inculpați, avocat Dănilă Lică, avocat Gavril Tripon, Ioan Rațiu, Gheorghe Pop de Băsești, Vasile Lucaciu. Procesul este amânat până în anul următor. Fruntașii satelor, preoții și învățătorii se întâlneau la adunările cercuale pentru a-i susține. Când se apropia ziua judecării procesului, românii năsăudeni, în mare număr, au petrecut de la Rodna pe Gherasim Domide până la Bistrița unde îl aștepta Gavril Tripon și alții odată cu mulțimea de pe Valea Bârgăului. Au fost conduși la gară de unde au luat trenul spre Cluj. Aici au fost așteptați de mii de intelectuali, țărani și studenți. Dezbaterile procesului au început în 7 mai 1894. În ziua a șaptea a procesului, pe 14 mai 1894, Gherasim Domide face o declarație în care susține recâștigarea autonomiei Ardealului. A fost cel mai mare proces din Ardeal al vremii, cu răsunete puternice peste hotare. Pentru atitudinea sa dârză, preotul văduv, de 38 de ani, fără avere, a primit pedeapsa cea mai mare, 2 ani și 6 luni temniță de stat. Se întoarce acasă. Odăile din casa lui erau zugrăvită în culorile naționale. Tinerimea intelectuală protestează împotriva procesului de la Cluj. Romania Jună din Viena îl proclamă membru de onoare. Studenții din România îi trimit scrisori de susținere pline de entuziasm. În cele din urmă este încarcerat la Blaj. În anul 1895 la 15 septembrie este grațiat. Dorința năsăudenilor era ca Gherasim Domide să ajungă vicar la Năsăud. Din diferite motive a fost numit Ion Pop. Astfel că, la 21 iulie 1901, Episcopia de Gherla l-a numit Paroh și Protopop al Bistriței. Aici se va preocupa de Școlile confesionale și de refacerea bisericilor în mod deosebit. Va înființa Fondul de Pensii al preoților din Dieceza Gherla. Preoții din tractul Bistrița, înflăcărați români, îl vor susține. Gherasim Domide moare la 16 decembrie 1909, la 54 de ani și 29 de ani de preoție. Este înmormântat în cimitirul greco-catolic din Bistrița. (Ilie Pioraș- Memorandistul Gherasim Domide – Protopop al Bistriței, Ed. Școala Ardeleană, Cluj-Napoca, 2017)
12. Statuia din piatră dedicată Sfântului Ioan de Nepomuk (1345-1393) preot si martir creștin localizat[ în apropierea podului Sfantului din localitate, langă drumul 17D. Ioan Nepomuk (Jan Nepomucký, Johannes von Nepomuk) a trăit între anii 1345-1393, fiind vicar general al arhiepiscopiei romano-catolice de Praga. Intrat în conflict cu regele Wenceslaus al IV-lea al Boemiei ca urmare a opoziției sale față de numirea unui abate propus de rege, el a fost arestat, torturat și apoi aruncat de pe Podul Carol în râul Vltava. A fost beatificat la 31 mai 1721 și canonizat la 19 martie 1729 de către Papa Benedict al XIII-lea, fiind considerat martir al credinței catolice.( https://ro.wikipedia.org)
Statuia Sfântului Ioan Nepomuk este reprezentata la fel ca și în majoritatea reprezentărilor sculpturale din Europa, îmbrăcat cu veșminte episcopale: beretum pe cap și deasupra cele 5 stele, pelerina scurtă (pluviala), haină liturgică cu bordură dantelată (surplis) și rasa preoțească (reverenda). El are capul ușor înclinat spre dreapta, mâna stângă este puțin ridicată, iar în mâna dreaptă ține un crucifix.
13. Mormântul episcopului romano-catolic, contele Zichy Domonkos(1808-1879)
În cinstea contelui Zichy Domonkos, episcop romano-catolic este ridicat un obelisc din granit în cimitirul din localitatea Rodna. Contele Zichy Domonkos s-a născut la 21 iulie 1808 la Viena. A fost hirotonit preot la 22 iulie 1831. Ajunge episcop de Veszprém și Rozsnyó  în Ungaria între ani 1840-1849. Odată cu înăbușirea revoluției maghiare din anul 1848-49, acesta fiind o persoană activă care a finanțat Partidul Conservator, care a luptat pentru identitatea națională a poporului maghiar, este dat în urmărire de austrieci și se refugiază în Transilvania, stabilindu-se la Maieru în anul 1859. Aici i-a sprijinit material si spiritual pe localnici din zonă. A construit la Maieru un conac, a angajat un farmacist, un medic, a adus medicamente și a amenajat un spital, iar oamenii au beneficiat gratuit de îngrijiri medicale. Printre numeroasele realizările din Valea Someșului se numără ajutorul material dat la construirea bisericii din Ilva Mică, Maieru, Sîngeorz-Băi și biserica romano-catolică din Rodna. La biserica romano-catolică din Rodna donează două altare secundare aduse din Viena și Italia. Unul dintre aceste doua altare se află în biserica romano-catolică din satul Valea Vinului. În anul 1873 ajută material biserica romano-catolică din Rodna, cu meșteri de la Viena si Budapesta să construiască o frumoasa orgă. A mai donat bisericii un clopot inscripționat: ” Dangătul tău să răsune peste munții și văi frumoase”. 
În anul 1999, la comemorarea a 120 de ani de la moartea Contele Zichy Domonkos în biserica romano-catolică din Rodna s-a dezvelit o placă comemorativă. Iată ce stă scris pe obeliscul din cimitirul din Rodna: “În memoria binecuvântată a contelui Zichy Domonkos, episcop romano-catolic, născut la 16 februarie 1808 și stins din viață la 30 noiembrie 1879, binefăcătorul, medicul și ocrotitorul semenilor suferinzi. Aici stătea poate și frumoasa Ileana, care – conform poveștii din nuvela lui Rebreanu – „l-a plîns, l-a înmormântat și l-a jălit” Să-i fie țărîna usoară! (http://www.corbiialbi.ro) 
14. Catacombele (coridoare si încăperi subterane din centrul Rodnei)
Se afla poziționate în centrul Rodnei, astfel în vest de ruinele bisericii, pe sub seria de case din apropiere, cari formează frontul dinspre Est al pieței, pe sub piață și în continuare pe sub casele din frontul dinspre Vest al pieței până în râu, se întinde un vast sistem de coridoare subterane, mai largi ori mai înguste, zidite cu bolti tură din pietre dure cu mortar.  In prezent unele se întrebuințează ca si pivnițe particulare și sunt despărțite cu ziduri, altele sau surupat, iar cele dinspre Sud sunt îndesate de oseminte omenești (Iulian Marțian, Contribuții la istoricul Rodnei, în Arhiva Someșeană, revistă istorico-culturală, nr. 1, Năsăud, 1924, p. 20.)
15.Cimitirul evreiesc de pe Toacă
Datează din sec. al X-lea și poate fi inclus pe lista monumentelor istorice importante din Valea Rodnei. Monumentele din piatră neîngrijite sunt singura dovadă a prezenței evreilor în aceasta zonă.
În anul 1930, comunitatea evreiască din Rodna numără 395 de locuitori. La sfărșitul secolului al XVII- lea s-au construit un cimitir evreiesc și o sinagogă care ținea evidența evreilor din toate satele din jur.
Monumentele din piatră sunt scrise in limba ebraică și au, pe lângă datele particulare ale persoanei decedate, numele, data decesului,  și alte inscripții cu caracter general.
De-a lungul timpului natura și trecerea vremii au marcat vizibil aspectul cimitirului evreiesc – vegetația a crescut, în multe dintre acestea fiind abundentă și acoperind pietrele.
16. Rămășitele castrului de pe Cetate din Anieș sec. XIX-XV aflat la 2 km de Rodna
Cetatea din Anieș este situată pe culmea dealului Cetate-zona Putinei cu înălțimea medie de 700 m, la confluența Someșului Mare cu pârâul Anieș (coordonate GPS 47025`36``N, 24046`30``E). Conform Ordinul ministrului culturii nr. 2.828/2015 apare inclusă pe lista monumentelor istorice din județul Bistrița-Năsăud la categoria A, Monumente de interes național, monumente de arheologie Fortificație cu zid de incinta de piatra datând din sec XIV-XV având numărul 17-BN-I-S-A-01278(www.patrimoniu.gov.ro) 
Singurele date referitoare la rămășitele castrului de pe Cetate de care dispunem sunt cele furnizate de către istoricul Iulian Martian și preluat din “Arhiva Someșana” nr.4, anul 1926,  din care rezultă că ar fi fost vorba despre o cetate cu o planimetrie oval-alungită, pe a cărei ziduri cu o grosime de apoximativ 1,40 m au existat mai multe turnuri rectangulare. Unul dintre ele (latura de 8 m), cu podeaua la 4 m sub nivelul de călcare, aflat în vecinătatea unei porți pietonale și a unei clădiri interioare (cu două încăperi) a fost sondat arheologic în anul 1955. Un șanț și un val sunt indicate pe laturile de nord, vest și sud. Șanțul de pe latura nordică a fost dublat. În est există pante abrupte. 
HORGA (Căs. BODRIHEIC) Denisa Emilia -Patrimoniul turistic cultural- istoric al comunei Rodna și valorificarea lui în învățarea geografiei - lucrare de grad I, an 2018"